# آنتاراسو
آنتاراسو (به اسپانیایی: Antarasu) یک کوه در پرو است که در Peru, Huancavelica Region واقع شده‌است. آنتاراسو ۵٬۱۸۰ متر بالاتر از سطح دریا واقع شده‌است.